# Salvador Etchevarría Brañas
Salvador Etchevarría Brañas   (Ferrol, 22 de maig de 1894 - París, 23 de setembre de 1957) fou un advocat i diplomàtic gallec.

## Trajectòria
Encara que nascut a Ferrol, la seva casa familiar estava a Peneda (Abegondo). Estudià amb els jesuïtes de Pontevedra i amb els escolapis de Lugo. Llicenciat en Dret per la Universitat de Santiago de Compostel·la (1917). En 1924 començà la seva intervenció política, amb l'oposició a la dictadura de Primo de Rivera. Treballà per la República fins a començaments de 1930, fundant l'Organització Republicana Gallega Autònoma i incorporant-se després al Partit Republicà Radical Socialista, fundant els comitès municipals d'Abegondo, provincials i regional de Galícia del partit. Durant 1933 fou governador civil de la província de Lleó.
En escindir-se el Partit Radical-Socialista, participà en la fundació d'Unió Republicana. Amb el cop d'estat del 18 de juliol  de 1936 fou detingut pels falangistes de Coruña, però un influent amic jesuïta de la família li aconseguí un permís d'excarceració en desembre de 1936, que Salvador aprofità per a sortir per Portugal amb destí a Cuba. Allí es dedicà a la diplomàcia al servei de la República: fou secretari d'ambaixada a l'Havana en maig de 1937, secretari d'ambaixada a Mèxic en agost de 1937, cònsol a Veracruz fins a agost de 1938 (on hi desenvolupà un paper important en l'enviament d'armes a la República), encarregat de negocis en la República Dominicana. Acabada la guerra civil fou nomenat ambaixador a Guatemala fins a 1947. En 1953 fou ambaixador de la República de Méèico. En 1955 es traslladà a París com a Ministre d'Informació, Propaganda i Arxius del govern que presidia Félix Gordón Ordás. Aquí va tenir com a secretari particular Javier Alvajar López.
Morí a París el 23 de setembre de 1957, quan estava fent els preparatius per a trobar-se amb la seva família resident a Espanya.